# Cambalomma laevis
Cambalomma laevis är en mångfotingart som beskrevs av Loomis 1941. Cambalomma laevis ingår i släktet Cambalomma och familjen Pseudonannolenidae. Inga underarter finns listade i Catalogue of Life.